# Montgrassy
Montgrassy ist der Name einer geplanten Fusionsgemeinde im Kanton Waadt, Schweiz.
Zu den am Projekt beteiligten Gemeinden gehörten Bettens, Oulens-sous-Echallens und St-Barthélemy sowie Bioley-Orjulaz.
Nach dem Ausstieg von Bioley-Orjulaz verfolgten Bettens, Oulens-sous-Echallens und Saint-Barthélemy das Vorhaben weiter. Der Zusammenschluss wurde jedoch später abgelehnt und wird offenbar nicht weiterverfolgt.
Der Name Montgrassy wurde von einem Hügel namens Le Grassy im Zentrum der drei Fusiongemeinden abgeleitet.